# Le Poison de la vengeance
Le Poison de la vengeance est un roman de fantasy écrit par Robin Hobb. Traduction française du premier tiers du livre original Assassin's Quest publié en 1997, il a été publié en français le 20 mars 2000 aux éditions Pygmalion et constitue le quatrième tome de L'Assassin royal.
L'histoire des personnages du premier cycle de L'Assassin royal continue dans le deuxième cycle nommé en langue originale The Tawny Man. Une autre série de Robin Hobb, Les Aventuriers de la mer, se déroulant dans le même monde, se situe chronologiquement entre ces deux cycles et introduit des personnages importants du deuxième cycle.

## Résumé
Tout le monde le croit mort, et pourtant il vit. Battu, torturé pendant des jours dans les cachots de Royal, FitzChevalerie s'est réfugié en esprit dans le corps de son loup, abandonnant provisoirement le sien grâce à la magie du Vif.
Il y est resté plusieurs jours de suite pendant qu'on enterrait son corps. Mais Burrich le maître d'écurie, et son mentor assassin Umbre ne l'ont pas encore abandonné. Ils déterrent son « cadavre » et entreprennent de forcer son esprit à revenir dedans. C'est une tâche de longue haleine, et Fitz va passer les mois suivants à un stade intermédiaire entre l'homme et le loup. D'ailleurs, ses amis finissent par désespérer et à l'abandonner malgré eux, et Fitz ne doit de revenir dans son état normal que grâce au choc que lui procure une attaque de Forgisés.
Redevenu lui-même, il conserve néanmoins une très forte empathie avec son loup, Œil-de-nuit, devenu un véritable frère.
Cependant, pendant le temps qu'il a perdu, le royaume des Six-Duchés est allé à la dérive. Royal continue de le piller à sa manière, tandis que les forgisations et attaques des pirates se poursuivent à un rythme accru : ils ont déjà pris pied sur terre et ont commencé à s'y installer.
Fitz entreprend alors un voyage. Mû uniquement par la haine et la volonté de se venger, il prend la direction des Duchés de l'Intérieur, déterminé une fois pour toutes à tuer Royal. Son anonymat l'aide beaucoup dans cette tâche, car à ce moment, absolument tout le monde le croit mort.
Il affronte quelques forgisés au passage, et trouve le moyen de sauver un ménestrel aveugle et ses deux filles avant de parvenir à destination, le palais de Royal.
Il repère aussitôt les lieux, se déguise et parvient à s'infiltrer dans la demeure luxueuse. Il se faufile dans les couloirs, mais est surpris par un soldat de haut rang. Toutefois, comme il fait partie de ceux qui l'ont torturé, Fitz n'hésite pas une seconde à le tuer et à faire disparaître son corps. Il se dépêche alors et trouve la chambre de Royal, et enduit toute une série de produits cosmétiques et de drogues douces de poisons violents, douloureux, et surtout mortels.
On finit néanmoins par déceler sa présence (les cadavres, même cachés, continuent à saigner), et Fitz tombe dans un piège que lui tend le Clan formé par Galen. il Artise (il envoie un message télépathique)[pas clair] alors à Vérité qu'il est perdu et lui souhaite bonne chance. Vérité, affolé par cette nouvelle, dépense tout son Art dans une attaque qui permet à Fitz de prendre la fuite. Il lui donne en même temps un ordre impétueux : « Rejoins moi ! ».
Fitz prend alors le chemin des montagnes, mais la route est parsemée d'embûches et son identité connue. Royal paie cher pour quiconque peut lui donner des informations ou lui apporter la tête du « Bâtard au Vif » dont la légende macabre vient de grandir après sa résurrection et sa tentative d'assassinat. 
Fitz se fait passer pour un berger du nom de Tom, et croise la route d'Astérie, une ménestrelle qui pense avoir deviné son identité mais ne fait montre d'aucune intention hostile, contrairement à d'autres membres du groupe avec qui ils voyagent, qui s'empressent de le vendre aux gardes royaux. Capturé et séparé des autres pour être emmené à Royal, Fitz parvient à empoisonner à mort ses six gardiens et à reprendre la route. Les rumeurs continuent à le précéder lorsqu'il arrive à une petite ville proche de la frontière. Royal et son Clan sont toujours sur sa trace, et peut être même beaucoup plus près qu'il ne le pense...
Ainsi se termine Le Poison de la vengeance, et ainsi commence La Voie magique.